# Syndicat intercommunal pour l'assainissement de la vallée de la Bièvre

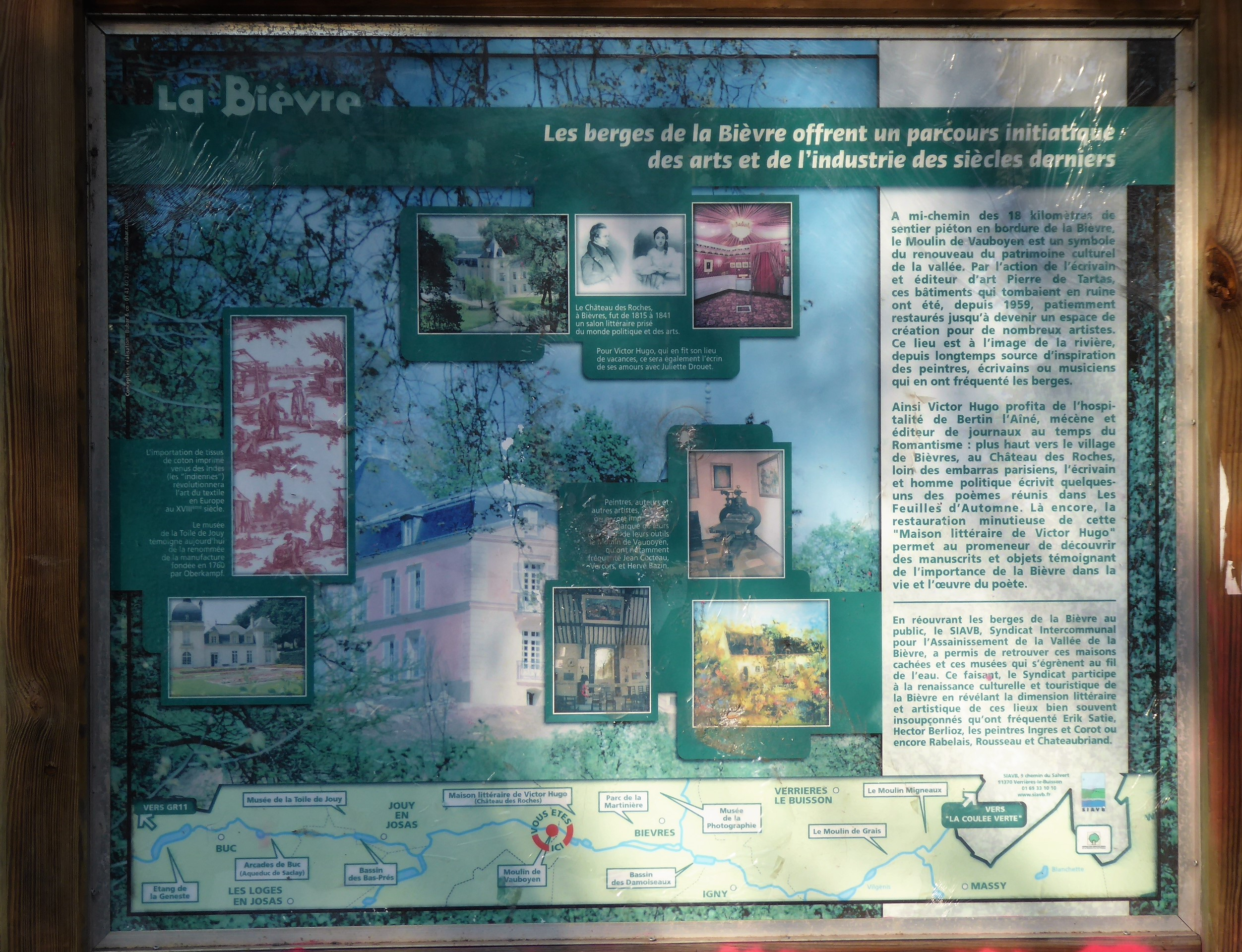
Panneau SIAVB.

Le Syndicat intercommunal pour l'assainissement de la vallée de la Bièvre (SIAVB) est un syndicat mixte créé en 1945 gère la vallée amont de la Bièvre de Buc à Wissous.
Son domaine s’étend sur dix-huit km de rivière et ses affluents, le ru Saint-Marc, la Sygrie, le ru de Vauhallan, le ru des Godets, le ru de Rungis et son sous-affluent le ru des Glaises sur un territoire de 120 km2 comprenant quatorze communes.
Le SIAVB gère des bassins de retenue (650 000 m3), des espaces verts et des sentiers piétons.
Ses principales missions sont l’entretien de la rivière, le transport des eaux usées vers la station de Valenton et la mise en conformité des rejets autres que domestiques, la lutte contre les inondations, la mise en valeur de la vallée sur le plan écologique et paysager.
Le SIAVB est administré par un Comité Syndical renouvelé tous les six ans comprenant, pour chacune des quatorze communes participantes, un délégué titulaire et un délégué suppléant.